# Querstedt
Querstedt este o comună în Saxonia-Anhalt, Germania